# Mompha cephalonthiella
Mompha cephalonthiella é uma espécie de mariposa do gênero Mompha pertencente à família Coleophoridae.